# 新不倫瑞克省
新不伦瑞克省，簡稱新省，是加拿大大西洋地区的一个省级行政区，全省人口逾77萬，英语和法语同为新不伦瑞克的官方语言，约65%的人口說英语、32%的人口說法语，是次于魁北克加拿大法语人口第二多的省份。新不伦瑞克也是加拿大唯一一个英法均为官方语言的省份，1993年加拿大宪法修正案确保了在新不伦瑞克省的英语人群和法语人群有着平等的社会权利。新不伦瑞克首府为弗雷德里克顿，最大的城市蒙克顿。
「新不伦瑞克」之名源自德语不伦瑞克（德語：Braunschweig）。该省是加拿大联邦建国之初的四个省份之一，东临圣罗伦斯湾，北接魁北克，在西与美国的缅因州相邻，南与新斯科舍半岛相连，并与爱德华王子岛通过联邦大桥相连。据加拿大统计局2011年数据，该省有近半数人口居住在市区以外，是次爱德华王子岛后加拿大城市化程度最低的省份。

## 地名
1784年，由喬治三世的头衔“德意志民族神圣罗马帝国不伦瑞克-吕讷堡选帝候”命名。

## 地理
新不伦瑞克陆地面积为71,450平方公里，仅占全加拿大的0.7%。该省人口最稠密的区域为蒙克顿、圣约翰、弗雷德里克顿三大都会区。北部的卡洛顿山是该省的最高峰，阿帕拉契山脈位于该省的西面，因此西部地勢較高，而東部近海，屬海岸平原地區。
该省南面的芬迪湾是大西洋西岸主要海湾之一，为新不伦瑞克、新斯科舍和美国缅因州的陆地包围，仅西南与缅因湾连通，两者以大马南岛为界。芬迪湾以世上最為大型潮差闻名。

### 氣候
新不伦瑞克省全省属温带大陆性湿润气候。與其他沿海地區不同。它的東岸有新斯科舍、愛德華王子島所抵擋，因之海洋性氣流並沒有為新不伦瑞克帶來海洋性氣候。

## 歷史

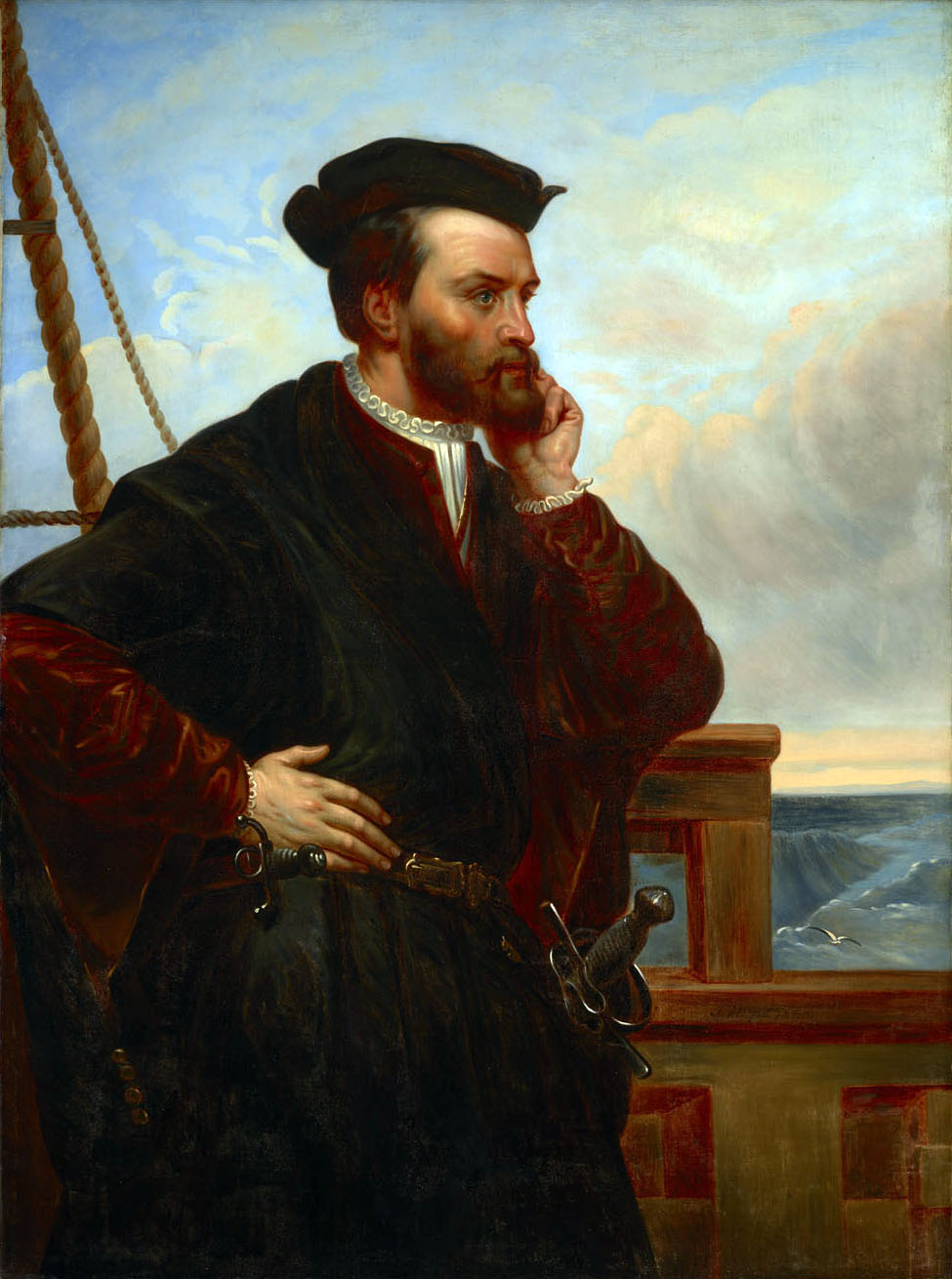
法国探险家雅克·卡蒂亚

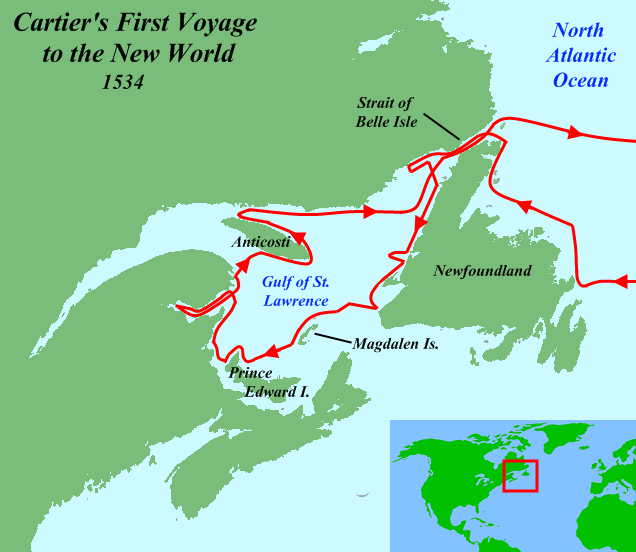
雅克·卡蒂亚在圣罗伦斯湾的航行

在新大陸被發現前，只有美洲原住民居住於新不伦瑞克省。早在公元前800年，米克马格土著就在该地建立了文明。而该省西部以及现今缅因州的地区，则是梅利西土著的势力范围。

### 新法兰西时期
1534年法國探險家雅克·卡蒂亞的到来是欧洲人到达此地区的最早记录，之后此地成为新法兰西阿卡迪亚殖民地的一部分。然而由于卡蒂亚并未在当地发现黄金，当时的法兰西国王弗朗索瓦一世对此地并不感兴趣。此后近百年，这里都是法裔农民的聚居地。

### 英属北美时期
18世纪初，这片土地的战略价值受到英国的注意。英国人先后在威廉王之战和安妮女王之战中占领了阿卡迪亚，最后在1713年签订的《乌得勒支和约》中取得了包括部分新不伦瑞克在内的整个阿卡迪亚的主权。七年战争中，新不伦瑞克成为英军和法军对抗的主要战场之一，英国人成功佔領了今日該省的大部分領地，并通过条约取得了北美殖民地的主权，而后許多英格蘭人向此遷徙。在美國獨立戰爭期間(1784年)，許多反对美国独立的保皇派越過邊境來此定居，這些人帶來了以航海為業的沿海殖民者的诸多产业，使新不伦瑞克逐漸形成一個獨立的省。1867年，新不伦瑞克和新斯科舍省、魁北克省和安大略省组成加拿大联邦。

## 經濟

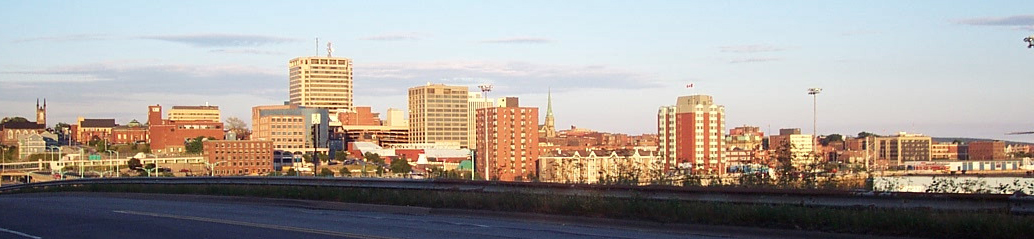
工业城市圣约翰

新不伦瑞克的都会区的经济服務業為主，蒙克頓地区有比较发达的金融和信息技术产业。最大城市圣约翰是加拿大首个建制为市的城市，有食品加工、石油冶炼、船舶制造等工业部门，位于圣约翰的厄尔文炼油厂是加拿大最大的炼油厂。
在自然资源方面，新不伦瑞克有较高的鉛和鋅的蘊藏量，草木灰的蘊含量在世界數一數二。林业发达，该省有25%的森林覆盖率，其中相当一部分为用于造纸业的可再生林。新不伦瑞克还有相当长的海岸线，是加拿大主要的漁業產地，其中最主要的漁獲有龍蝦、扇貝、皇帝蟹、鮭魚等等。農業方面，最主要的作物為馬鈴薯。

## 政府与政治

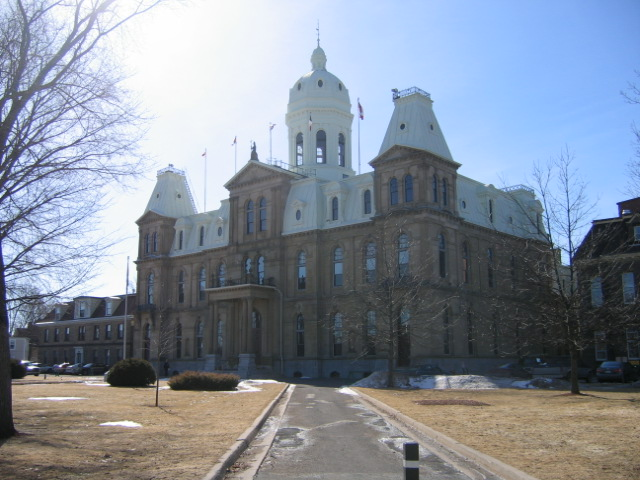
新不伦瑞克省议会大楼

新不伦瑞克省议会实行的是一院制制度，共有49个席位。至少每5年举行选举一次，但要求省长必须向省督进行通报。省长一般来自在议会中控制席位最多的政党。
在新不伦瑞克省的两个主要政党为新不伦瑞克自由党和新不伦瑞克进步保守党，而綠黨和人民聯盟亦在省议会內佔有議席。至於新不伦瑞克新民主党以及新不伦瑞克地区联合党也曾有党员當選成為省議員。

## 加拿大国际广播电台短波发射台
加拿大国际广播电台在新不伦瑞克省的萨克维尔有一个大功率短波发射台，启用于1938年，主要用于对北美广播，现拥有9部短波发射机，分别是3部100千瓦、3部250千瓦，3部300千瓦的短波发射机，目前除了转播加拿大国际广播电台的节目外，还和中国国际广播电台、日本国际广播电台、越南之声、英国广播公司全球服务、德国之声、韩国国际广播电台以节目交换的形式播出。

## 重要城市

### 都会区
| 排名 | 都会区名稱                | 2016人口 |
| ---- | ------------------------- | -------- |
| 1    | 蒙克顿 CMA/RMR            | 144,810  |
| 2    | 圣约翰 CMA/RMR            | 126,202  |
| 3    | 弗雷德里克顿 CA/AR        | 101,760  |
| 4    | 巴瑟斯特 CA/AR            | 31,110   |
| 5    | 米拉米契 CA/AR            | 27,523   |
| 6    | 埃德蒙兹顿 CA/AR          | 23,524   |
| 7    | 坎贝尔顿 CA/AR (省内部分) | 13,114   |